# Teodora Tocco

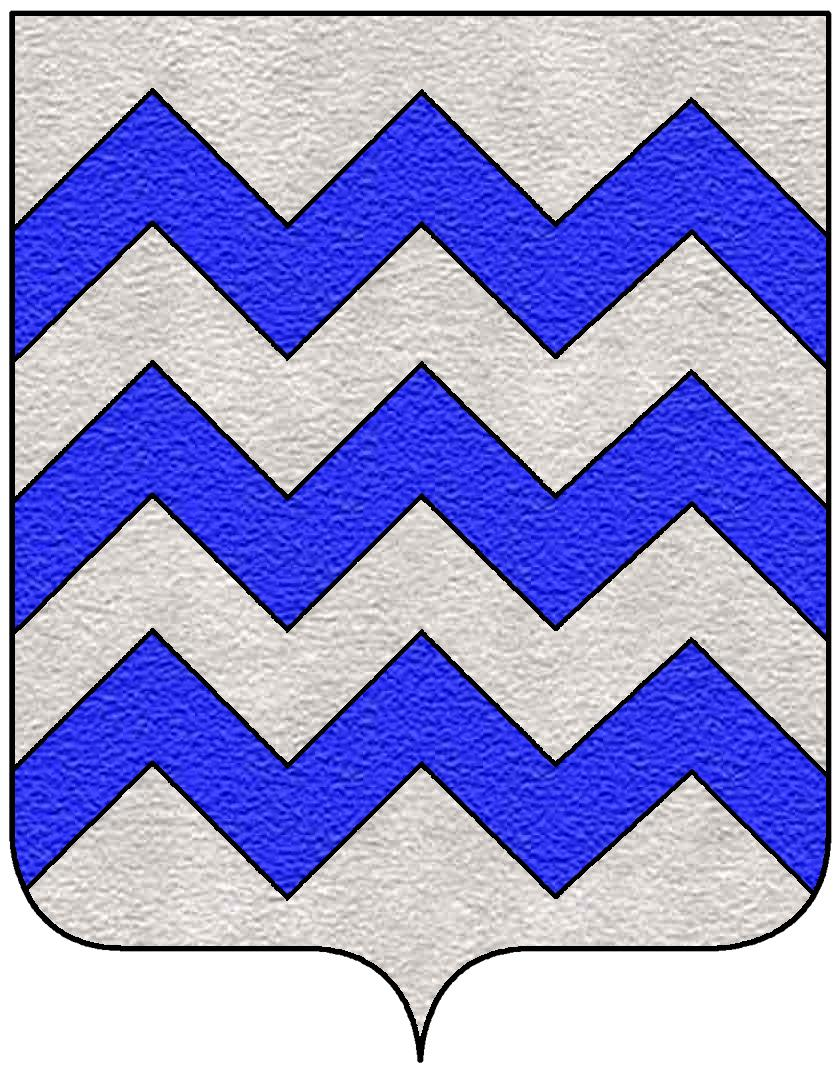
Stemma Tocco

Teodora o Maddalena Tocco (in greco Θεοδώρα o Μαγδαληνή Τόκκο; ... – Santomeri, novembre 1429) fu la moglie di Costantino Paleologo, despota della Morea, futuro imperatore bizantino (1449-1453).

## Biografia
Teodora era figlia di Leonardo II Tocco, fratello di Carlo I Tocco, conte palatino di Cefalonia e Zacinto, duca di Leucade e signore dell'Epiro.
Inizialmente il suo nome era Maddalena, ma fu cambiato in Teodora nel momento delle sue nozze con Costantino Paleologo il 1º luglio 1427. Vissero insieme a Chiarenza e a Chlemoutsi da dove Costantino amministrò il territorio del Peloponneso.
Morì nel novembre 1429, nella località di Santomeri di Olenia in Acaia. Alcune fonti la dicono madre di una bambina, morta infante.